# Supercross

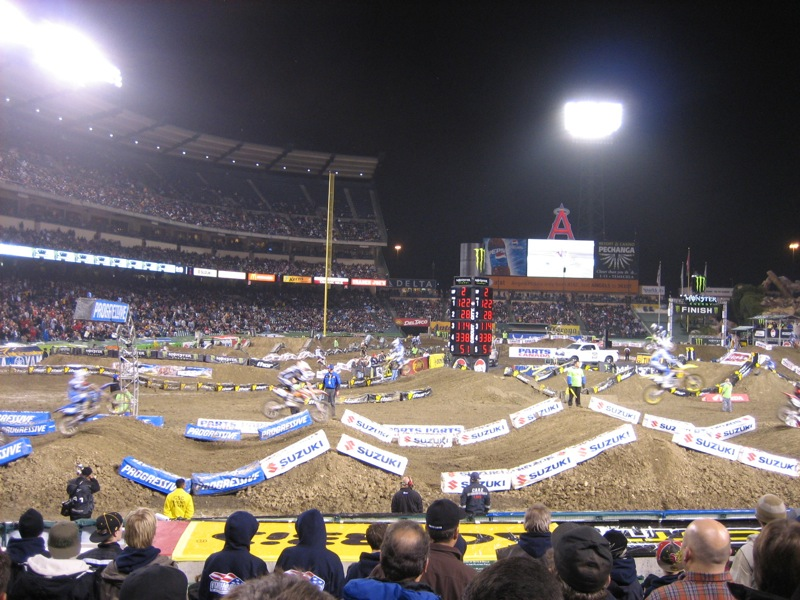
Supercross in Anaheim.

Een supercross-baan is een kunstmatig aangelegde motorcrossbaan in een stadion of hal en bevat zeer veel dubbel- en triplesprongen, kombochten en tevens vele wasborden en is daardoor voor de leek ook wel te vergelijken met een BMX-baan. De Supercross-races (officieel het AMA Supercross Championship genoemd) ontstonden in 1973 in het Los Angeles Colisseum waarbij tevens de Nederlander Pierre Karsmakers de eerste Supercross-kampioen uit de Amerikaanse geschiedenis is geweest en daardoor vereeuwigd is in de Amerikaanse Motorcycle Hall of Fame. Het AMA Supercross Championship kent ieder jaar in januari zijn aftrap van het Supercross-seizoen in het Angel Stadium in Anaheim, Californië, vlak bij Los Angeles waar de coureurs twee tot drie keer per seizoen in een uitverkocht stadion rijden.
Een van de kenmerken van supercross is dat het bijzonder spectaculair is omdat het publiek de gehele wedstrijd gemakkelijk kan volgen en daardoor gevechten tussen de rijders en andere spectaculaire momenten kan volgen die een camera net kan missen.
Deze motorsport genaamd supercross is een variant van motorcross en is in de Verenigde Staten een zeer grote sport gezien het vriendelijke klimaat die daar heerst voor extreme sporten waardoor tevens de X Games zijn ontstaan, die jaarlijks gehouden worden rond augustus, en de Winter X Games, die meestal in januari-februari plaatsvinden. De X Games zijn altijd live te zien in de Verenigde Staten op ESPN, dat tevens de hoofdsponsor is. 